# Guitar Player
Guitar Player es una revista estadounidense especializada en guitarras y escrita directamente para los músicos aficionados a las mismas. Contiene artículos, entrevistas, reseñas y lecciones de diversos artistas, géneros y productos. Se lleva publicando desde finales de los años 1960. Durante los años 1980, bajo la dirección de Tom Wheeler, se volvió extremadamente influyente para el auge del mercado de guitarras antiguas, y vio un gran crecimiento en sus ventas. Wheeler escribió el libro American Guitars, considerado en la época como la Biblia de las guitarras antiguas. El actual redactor jefe es Michael Molenda. Guitar Player es parte de Music Player Network.

## Guitar Superstar
Guitar Player organiza anualmente un evento llamado Guitar Superstar, anteriormente conocido como "Guitar Hero Competition".